# Volusi Pròcul
Volusi Pròcul (llatí: Volusius Proculus) era un servidor de Neró.
L'emperador el va utilitzar per desfer-se de la seva mare Agripina. Era comandant d'una de les naus de la flota de Campània quan es va descobrir la conspiració de Gneu Calpurni Pisó, i va obtenir informació d'aquests fets per mitjà d'una dona de nom Epicaris, informació que va comunicar a Neró.